# رنخوس
الرِّنْخُوس هو جنس من النباتات في الفصيلة البقولية. معظم أنواعه من نبوت المناطق الحارة والاستوائية.
باستثناء أغراض الزينة فإن زراعة أو بيع أو حيازة أنواع الرنخوس محظور بموجب قانون ولاية لويزيانا 159.